# Caféiculture au Pérou

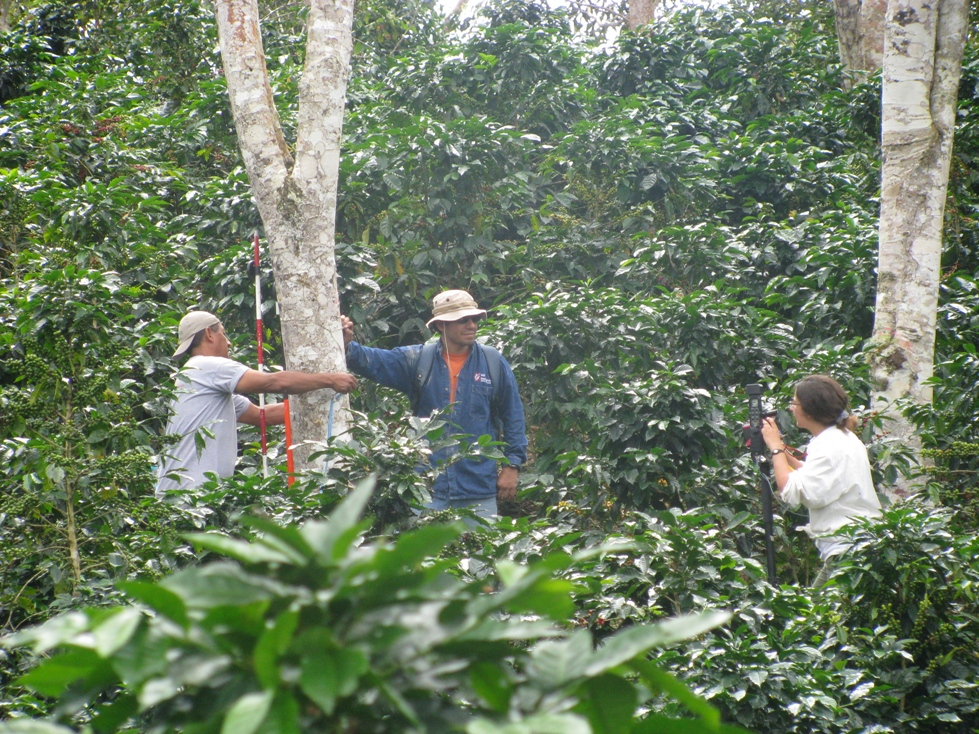
Le suivi du carbone dans un Péruvien plantation de café.

Le Pérou est l'un des 20 premiers producteurs de café dans le monde en 2014. Il est au cinquième rang pour l'exportation de café Arabica sur le marché mondial.

## Histoire

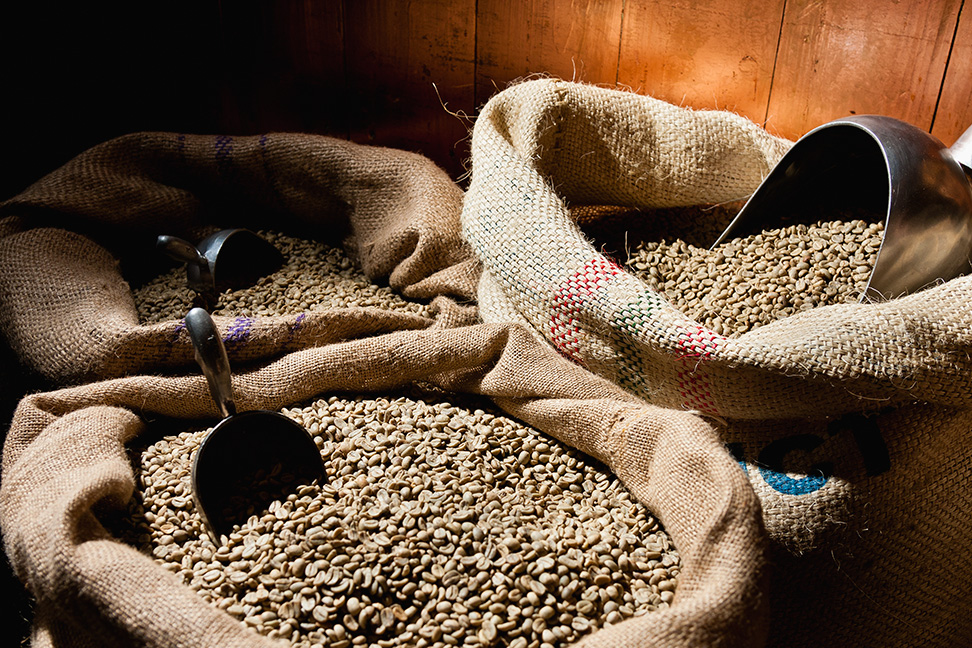
Terra Nera des grains de café.

En 1895, le Journal de la Société des Arts note que le Pérou est connu depuis de nombreuses années en tant que producteur de café du pays, mais que le café cultivé sur la côte est  utilisé principalement pour la consommation domestique, et c'est seulement plus tard qu'elle s'est développée pour en faire une nation exportatrice.[réf. incomplète]
Le café est encore cultivé à proximité du port de Pacasmayo. et a été cultivé dans le sud, dans les districts de Sandia et de Carabaya, et dans le centre du Pérou, dans les vallées de Chanchamayu, Viloc, et de Huánuco.. La production de la Province de Chanchamayo a été facilitée par l'achèvement du chemin de Fer., tandis que le Perené, Paucartambo, et Rio Colorado vallées, ont plus tard été reliés par chemin de fer..
Entre 1962 et 1974 le pays produit annuellement et en moyenne 1,39 % de la production mondiale de café (60 075 tonnes), puis entre 1975 et 1989 il fournit en moyenne 1,68 % de l’offre mondiale (87 270 tonnes).
Dans les années 2000, le pays a vu sa production de café progresser à une vitesse accélérée, devenant le troisième producteur sud-américain avec plus de 3,1 millions de sacs d’arabica en 2004, près de 30 % de plus qu’en 2003, les Péruviens « réussissant à augmenter leur production de manière considérable alors que les cours mondiaux étaient inférieurs aux coûts de production », selon les détracteurs, qui craignent que le pays ne contribue, tout comme le Vietnam à une surproduction mondiale.  
Le Pérou, deuxième producteur mondial de feuilles de coca, après la Colombie, est aussi devenu ainsi l'un des principaux exportateurs de café. Les paysans profitent de l’ouverture de nouvelles routes à travers la forêt amazonienne et de la déforestation pour créer de nouvelles plantations de café. Au Pérou, la forêt subit l’industrie extractive (pétrole, or, argent, cuivre, etc. ) et les razzias d’indiens nomades, chassés de leurs montagnes, qui grignotent l’Amazonie. Le gouvernement a encouragé une forme de reforestation sous forme de caféiculture, pour donner - via les coopératives - des perspectives aux cultivateurs volontaires, dans certains cas rémunérés au nom de la protection du climat (les arbres stockant du carbone) et de l’eau (l’ombre des arbres plantés au sein des parcelles de cacaoyers limitent l’irrigation tout en augmentant leur rendement). 
Le Pérou produit en moyenne 153 066 tonnes de café par an entre 1990 et 2007, soit 2,28 % de l’offre moyenne mondiale, bien plus que lors des décennies précédentes. Le tout sur 243 602 hectares, soit 2,27 % de la surface caféière mondiale. 
À partir de 1998, débute un programme visant à augmenter la rentabilité de la culture de 15 % à travers la réduction des effets des pestes et maladies à partir des moyens de prévention et d’amélioration de la qualité génétique. Il concerne 5 zones caféières: Jaén, Junin, Pasco, Ayacucho et Cusco.  Le café péruvien qui jusqu’en 2004 devait faire face à un malus sur lesmarchés internationaux a continuellement refait son retard sur le cours« C » (côté à New York) depuis cette date. 
La caféiculture est aussi encouragée sous l'impulsion de la Commission nationale pour le développement et la vie sans drogues. Le Pérou est aussi le premier exportateur mondial de chocolat bio: sa culture s'est développée sur les mêmes principes.  Dans la vallée des fleuves Apurimac, Ene et Mantaro, région montagneuse et boisée, le narcotrafic avait développé la production de feuilles de coca - traditionnellement mastiquées et infusées contre la fatigue - et les agriculteurs ont décidé de miser sur d'autres cultures afin de revenir dans la légalité, via une coopérative formée par des indiens Ashaninkas d'Amazonie, qui vendent à des prix avantageux et rémunérateurs. 
En 2017, l'objectif du gouvernement, dans la région du Vraem, est de réduire de moitié les surfaces de culture de la coca d'ici 2022. Selon Devida, le Pérou compte actuellement au moins 55 000 hectares consacrés à cette culture, dont 90 % alimente le narcotrafic. Alors qu'une production mondiale record est déjà attendue pour la saison 2016-2017, à l'été 2017, dans ses prévisions, l'OIC a annoncé une révision importante  pour la production caféière du Pérou, estimée à 4,2 millions de sacs.

## Sources
- Cet article contient des extraits d'une publication dont le contenu se trouve dans le domaine public. The Society's Journal of the Society of Arts (1895)